# Universiteit van Bergen (Noorwegen)
De Universiteit van Bergen (Universitetet i Bergen) is een openbare universiteit in Bergen, Noorwegen. De universiteit werd opgericht in 1946, maar er vond al vanaf 1825 academische activiteit plaats in de voorloper Bergen Museum. Aan de universiteit studeren tegenwoordig meer dan 17.000 studenten. De universiteit is lid van de Coimbragroep.